# Bljuma Zeigarnik
Bljuma Voulfovna Zeigarnik (russe : Блюма Вульфовна Зейгарник, allemand : Bluma Zeigarnik, nom de naissance Герштейн), née le 9 novembre 1900 à Prienai, actuellement en Lituanie, et alors dans le gouvernement de Kowno, et décédée le 24 février 1988 à Moscou, est une psychologue russe. Sa découverte la plus largement connue est celle de l'effet Zeigarnik. Elle a constitué la psychopathologie expérimentale en discipline séparée, sous le nom de « pathopsychologie. »

## Biographie
Bljuma Voulfonova Gerstein est issue d'une famille juive, ses parents Voulf et Ronia Gerstein, tenaient un commerce. Elle étudie au lycée de Prierai, et à partir de 1916 au lycée de filles E. D. Reiman-Dalmatova à Minsk. En 1921 elle se rend à Berlin, où elle s'inscrit à l'université Humboldt à la faculté de philologie. Là, sous l'influence de Max Wertheimer elle s'intéresse à la psychologie. En 1924 elle se marie avec Albert Iankelevitch Zeigarnik. 
En 1924, elle commence à suivre le séminaire de Kurt Lewin, qui traite de la psychologie de la personnalité, tout particulièrement de l'étude des motivations motrices de l'individu, de son comportement dans son milieu, de ses besoins et « quasi-besoins » et leur dépendance de l'environnement social. Elle continue en même temps de suivre des cours d'autres professeurs, et étudie la psychiatrie clinique auprès de Kurt Goldstein, assiste aux cours-conférence d'Eduard Spranger et en esthétique de Max Dessoir. À peu près au même moment, en 1925, après une série d'expérimentations, Bljuma Zeigarnik découvre la loi cognitive, qui entrera dans la science sous le nom d'effet Zeigarnik : le souvenir des actions inachevées se conserve mieux que celle des actions achevées.  
En 1927, Bljuma Zeigarnik achève ses études à l'université Humboldt de Berlin et en 1931 elle rentre en Russie avec son mari, communiste convaincu, et elle y devient une proche collaboratrice de Lev Vygotski et travaille à l'Institut d'étude de l'activité nerveuse supérieure (ru), rattaché à la section des sciences naturelles de l'Académie communiste et, ensuite à la clinique psycho-neurologique de l'Institut de médecine expérimentale.  
En 1940, son mari est arrêté et condamné à 10 ans de camp de goulag, sans droit au courrier » et elle reste pratiquement sans soutien avec ses deux enfants. Elle est évacuée avec ses fils de Moscou pendant la guerre. Elle travaille alors avec Alexandre Louria et d'autres psychologues à l'hôpital évacué no 30, dans l'Oural, dans la communauté rurale de Kissegatch, dans l'oblast de Tcheliabinsk. Elle aide à soigner des lésions cérébrales et met au point des méthodes de rééducation après des blessures graves. Après la guerre, elle dirige le laboratoire de psychologie de l'Institut de psychiatrie, à la création duquel elle prit part directement. C'est pendant cette période qu'à la charnière de la psychologie et de la psychiatrie qu'est constituée la pathopsychologie expérimentale en tant que branche de la psychologie, faisant une synthèse originale des conceptions de Vigotsky et Luria sur le développement psychologique,.  
Lors de la campagne antisémite contre le cosmopolitisme, elle est démise de la direction du laboratoire puis, en 1953 renvoyée de celui-ci. Elle est rétablie dans sa fonction de directrice du laboratoire de pathopsychologie en 1957 et continue à travailler à l'Institut central de psychiatrie jusqu'en 1967. Elle enseigne également à la faculté de psychologie de l'université d'État de Moscou après 1967.  
Bljuma Zeigarnik a rédigé trois thèses : la première, sous la direction de Kurt Lewin, est soutenue avec succès à Berlin le 1er juillet 1927. Celle-ci n'étant pas reconnue en Union soviétique, elle en prépare une autre qui est subtilisée pendant son évacuation dans l'Oural. La troisième, soutenue en 1958, lui permet de devenir professeure de psychologie.

## L'effet Zeigarnik
La découverte de l'effet Zeigarnik s'inscrit dans un programme de recherches placé sous la supervision de Kurt Lewin à l'université Humboldt de Berlin. Il s'agit d'un des fondements expérimentaux de la psychologie de la forme, où elle montre que l'on se souvient mieux des actions inachevées que de celles achevées.       
L'expérimentation consistait en ce que l'expérimentateur demande au sujet soumis à l'expérience de réaliser en un temps déterminé une série de tâches. Le sujet ne pouvait que les terminer partiellement, en l'absence de temps suffisant. Il lui était ensuite proposé d'énumérer toutes les tâches, dont il se souvenait. L'hypothèse explicative est que l'interruption de l'exécution d'une tâche suscite un certain niveau de tension émotionnelle, auquel ne succède pas la détente provoquée par l'accomplissement de la tâche. Cette tension favorise à son tour la conservation de cette action « insatisfaite » dans la mémoire, selon les termes du système conceptuel de Kurt Lewin sous la direction duquel Bljuma Zeigarnik menait cette expérimentation. Les résultats montrèrent que le taux de mémorisation des actions inachevées était 1,9 fois plus élevé que pour les actions achevées. Dans certaines conditions, ce ratio s'approcha de 2.              

## Organisation universitaire
Bljuma Zeigarnik est une des fondatrices de la Faculté de psychologie de l'université d'État de Moscou et des chaires de neuropsychologie et de pathopsychologie. 

## Publications
- (de) « Das Behalten erledigter und unerledigter Handlungen », Psychologische Forschung, no 9,‎ 1927, -85 (lire en ligne [PDF], consulté le 26 mai 2017) ;
- (en) « On Finished and Unfinished Tasks », A Source Book of Gestalt Psychology, Ellis W.D., Ed.,‎ 1938., p. 300-314 (lire en ligne [PDF], consulté le 26 mai 2017) ;
- (ru) Нарушение мышления у психически больных : [монография] [« Atteintes aux facultés intellectuelles chez les malades psychiques »], Moscou, Государственный научно-исследовательский институт психиатрии,‎ 1958 ;
- (ru) Патология мышления : [монография] [« Pathologie des facultés intellectuelles »], Moscou, Изд-во Московского Государственного Университета,‎ 1962 ;
- (ru) Введение в патопсихологию : [монография] [« Introduction à la pathopsychologie »], Moscou, Изд-во Московского Университета,‎ 1969 ;
- (en) « Kurt Lewin and Soviet psychology », Journal of Social Issues, no 40(2,‎ 1984, p. 181–192. (lire en ligne, consulté le 26 mai 2017) ;
- (ru) Теория личности К. Левина. : [монография]. [« La théorie de la personnalité de Kurt Lewin »], Moscou, Изд-во Московского Университета,‎ 1981;
- (ru) Основы патопсихологии : [монография]. [« Fondements de la pathopsychologie »], Moscou, Изд-во Московского Университета,‎ 1973 ;
- (ru) Патопсихология : [монография] [« Pathopsychologie »], Moscou, Изд-во Московского Университета,‎ 1976 (lire en ligne) ;
- (ru) Теории личности в зарубежной психологии. : [монография] [« Théories de la personnalité dans la psychologie étrangère »], Moscou, Изд-во Московского Университета,‎ 1982 ;
- (ru) Психология личности : норма и патология : Избранные психологические труды. (Под ред. М.Р. Гинзбурга) [« Psychologie de la personnalité : normes et pathologies. Sélections de travaux de psychologie »], Воронеж, Институт практической психологии,‎ 1998 (lire en ligne [PDF]).

Bibliographie complète : (ru + en) « Библиография публикаций Б.В. Зейгарник/Bibliography of Bluma Zeigarnik », 113 entrées, sur History of psychology / История психологии (psyhistorik.livejournal.com),‎ 4 avril 2011 (consulté le 26 mai 2017)

## Distinctions
- 1983 : prix Kurt-Lewin de l'Association américaine de psychologie (APA).
- 1978 : prix Lomonosov de première classe[8],[4].